# Varpasenjärvi
Varpasenjärvi är en sjö i kommunen Nyslott i landskapet Södra Savolax i Finland. Sjön ligger 89,8 meter över havet. Arean är 48 hektar och strandlinjen är 6,41 kilometer lång. Sjön  ingår i Vuoksens huvudavrinningsområde.   Den ligger omkring 79 kilometer öster om S:t Michel och omkring 260 kilometer nordöst om Helsingfors. 
I sjön finns ön Kiltsaari. 